# Ионушас, Сергей Константинович
Сергей Константинович Ионушас (укр. Сергій Костянтинович Іонушас; род. 18 октября 1979 года, Ленинград, РСФСР) — политик, украинский адвокат, патентный поверенный. Руководитель юридической фирмы «Гелон».
Народный депутат Украины IX созыва. Глава Комиссии по правовой реформе при Президенте Украины.
Заслуженный юрист Украины

## Биография
Получил диплом юриста с отличием в Национальной юридической академии им. Ярослава Мудрого.
Учился в Институте интеллектуальной собственности и права, где получил диплом магистра с отличием и квалификацию специалиста по интеллектуальной собственности.
Также учился в Институте международных отношений Киевского национального университета им. Тараса Шевченко по программе «Законодательные стадии в Украине: Киев и отдельные регионы» по специальности «Европейское право».
Работал на руководящих должностях в юридических фирмах.
Член Ассоциации юристов Украины, член Ассоциации адвокатов Украины, автор многочисленных публикаций и докладов по вопросам защиты авторских прав и промышленной собственности.

## Политическая деятельность
Доверенное лицо кандидата на пост Президента Украины Владимира Зеленского. Член ЗеКоманды (отвечает за органы правосудия).
Кандидат в народные депутаты от партии «Слуга народа» на парламентских выборах 2019 года, в связи с исключением 10.07.2019 выше из списка одного кандидата занял фактическое № 037 место в списке. На время выборов: физическое лицо-предприниматель, беспартийный. Проживает в городе Киеве.
Председатель Комитета Верховной Рады по вопросам правоохранительной деятельности.
Член Комиссии по вопросам правовой реформы с 7 августа 2019 года. Указом от 29 октября 2020 года назначен главой Комиссии по правовой реформе при Президенте Украины.
Член Комиссии по вопросам антикорупционной политики с 01 июня 2020 года

## Государственные награды
Заслуженный юрист Украины (24 августа 2021)